# Oradea Transport Local S.A.
S.C. Oradea Transport Local S.A. sau prescurtat O.T.L. S.A. este societatea comercială abilitată pe plan local de către Primăria Oradea pentru a conduce și administra transporturile publice de pe raza municipiului Oradea. Societatea oferă 2 tipuri de servicii:
- transportul cu autobuzul.
- transportul cu tramvaiul.

A fost înființată în 1950, pe bazele foste intreprinderi județene care administra transportul în comun cu tramvaiele.
În 2010 fosta regie autonomă a fost transformată in societate pe acțiuni. O.T.L. S.A. are în administrare o rețea de linii de tramvai cu o lungime totală în anul 2022 de 46,92 km. 

## Flotă
| Nr. Crt. | Tipul   | Model               | An fabricație | Parc |
| -------- | ------- | ------------------- | ------------- | ---- |
| 1        | TATRA   | T4D - Vagon motor   | 1976 -1982    | 8    |
| 2        | TATRA   | B4D - Vagon remorcǎ | 1976 -1982    | 5    |
| 3        | TATRA   | KT4DM (Articulat)   | 1982 -1988    | 30   |
| 4        | SIEMENS | ULF (Articulat)     | 2008          | 10   |
| 5        | ASTRA   | IMPERIO             | 2020-2021     | 20   |

Parcul de tramvaie s-a îmbunătățit, prin achiziționarea în anul 2017 a 10 tramvaie KT4D modernizate și în 2018 a 20 tramvaie KT4D modernizate și în anii 2020-2021 a 20 buc tramvaie noi tip ASTRA IMPERIO BH. Contractul dintre primăria orădeană și ASTRA a fost semnat în octombrie 2018, cu termen de livrare, octombrie 2021. Noile tramvaie au câte 210 locuri, din care 45 pe scaune. Călătorii sunt informați prin ecrane ce arată o hartă a traseului, dar și stațiile în care se fac opriri. De asemenea, sistemul acustic anunță următoarea stație. Investiția în tramvaie ASTRA IMPERIO a însemnat o contribuție de 98% din fonduri europene și 2% din bugetul local. În luna august 2023 Primăria Oradea a anunțat debutul procedurii de achiziție publică pentru 9 tramvaie noi, toate finanțate prin Planul Național de Redresare și Reziliență (PNRR). O.T.L. S.A. a folosit în anul 2022 în orele de vârf 34 de tramvaie.
| Nr. Crt. | Tip autobuz            | Nr. bucăți |
| -------- | ---------------------- | ---------- |
| 1        | Mercedes CONECTO 12 m  | 20         |
| 2        | Mercedes 0345 SA 12 m  | 9          |
| 3        | Volvo Alfa Localo 12 m | 12         |
| 4        | Solaris 12 m           | 10         |
| 5        | MAN articulat 18 m     | 3          |
| 6        | Karsan Jest            | 5          |
| 7        | Mercedes 0405 artic.   | 1          |
| 8        | Isuzu Novo Citi        | 7          |
| 9        | Microbuz Iveco         | 1          |
| 10       | Rocar U 207 8 m        | 1          |
| 11       | Volvo B12B             | 3          |
| 12       | MAN Lions City         | 14         |
| 13       | Mercedes 628B01        | 6          |
| 14       | Mercedes Citaro        | 5          |
| 15       | Volvo Vest             | 14         |
| 16       | Mercedes 62802         | 1          |
| 17       | Total autobuze         | 111        |

Au fost achiziționate 15 autobuze Mercedes Citaro Hybrid ce au o lungime de 12 metri, de asemenea noile vehicule dispun de sisteme de informare, sunt prevăzute cu camere de supraveghere pentru siguranța călătorilor și includ un sistem de monitorizare a numărului de pasageri. Valoarea contractului de achiziție a autobuzelor (fără TVA) este de 22.564.425 lei. Sursa de finanțare este Programul Operațional Regional 2014-2020, finanțarea nerambursabilă este de 98%, iar contribuția proprie a municipalității Oradea este de 2%.

## Pasageri transportați
| Anul | Călători transp. cu tramvaiul | Călători transp. cu autobuze - Urban | Călători transp. cu autobuze - Metropolitan + Ro-Hu | Total călători transportați | Procentajul călătorilor transportați cu tramvaiele |
| ---- | ----------------------------- | ------------------------------------ | --------------------------------------------------- | --------------------------- | -------------------------------------------------- |
| 2010 | 41.502.654                    | 17.297.172                           | -                                                   | 58.799.826                  | 70,58 %                                            |
| 2011 | 41.447.504                    | 16.891.213                           | -                                                   | 58.338.717                  | 71,04 %                                            |
| 2012 | 40.622.135                    | 14.502.279                           | -                                                   | 55.124.414                  | 73,69 %                                            |
| 2013 | 39.184.778                    | 13.027.829                           | -                                                   | 52.212.607                  | 75,04 %                                            |
| 2014 | 39.716.901                    | 11.917.884                           | 1.654.325                                           | 53.289.110                  | 74,55 %                                            |
| 2015 | 27.052.307                    | 18.612.369                           | 1.557.769                                           | 47.222.445                  | 57,29 %                                            |
| 2016 | 30.211.310                    | 16.377.170                           | 1.568.609                                           | 48.156.489                  | 62,74 %                                            |
| 2017 | 30.187.107                    | 15.863.060                           | 1.396.334                                           | 47.446.501                  | 63,62 %                                            |
| 2018 | 29.596.631                    | 16.048.970                           | 1.358.710                                           | 47.004.311                  | 62,97%                                             |
| 2019 | 28.480.371                    | 16.200.456                           | 1.323.049                                           | 46.003.876                  | 61,91%                                             |
| 2020 | 12.369.251                    | 9.264.978                            | 1.026.143                                           | 22.680.372                  | 54,54%                                             |

## Invetiții
S-a construit o nouă linie de tramvai, ce legă cartiere îndepărtate ale orașului, având o lungime de 3,8 kilometri. Linia este realizată printr-un proiect POR de 11,6 milioane de de euro, plus TVA, din care contribuția municipiului este de 2%.

## Directori

### Intreprinderea Comunală „12 Octombrie” (20 feb 1950 - 1968)
- 1950 - 1951 - Szũcs Francisc
- 1951 - 1954 - Francisc Dobray
- 1954 - 1957 - Ioan Groza
- 1957 - 1961 - Iosif Szilagy
- 1961 - 1968 - Lazăr Tăutu

### Intreprinderea Comunală Oradea
- 1968 - 1973 - Lazăr Tăutu

### Intreprinderea Județeană de Gospodărie Comunală și Locativă Bihor
- 1973 - 31 dec. 1979 - ing. Crăciun Creț

### Intreprinderea Județeană de Transport Local Bihor
- 1 ian. 1980 - 11 feb. 1991 - Florian Hârca

### Regia Autonomă Oradea Transport Local
- martie - sept. 1991 - ing. Florian Damian
- sept 1991 - martie 1992 - ing. Vasile Coroiu
- martie1992  - noiembrie 1999- ing. Cornel Junc
- noiembrie 1999 - decembrie 2008 - ing. Cornel Lupău
- decembrie 2008 - 2010 august - dr. ing. István Csuzi

### S.C. Oradea Transport Local S.A.
- 2010 august  - aprilie 2017 - dr. ing. István Csuzi
- aprilie 2017 - prezent - ing. Viorel-Mircea Pop